# Sharam Jey
Sharam Jey (bürgerlich: Sharam Nickjey Khososi) ist ein deutscher DJ und Produzent iranischer Abstammung, der in der elektronischen Musikszene tätig ist.

## Leben
Bevor den Kölner Sharam Jey in den 1990er Jahren House und Techno fasziniert haben, arbeitete er als Sänger in einer Rockband. Erst etwas später begann er im Aufstreben von elektronischer Tanzmusik seine Arbeit als DJ und Produzent. Als Solokünstler und im Projekt „Three N One“ veröffentlicht er ab Mitte der 90er Jahre.
1997 gelang ihm mit „Three N One“ mit dem Remix von „Café Del Mar“ der weltweite Durchbruch. In den Folgejahren wurde er von Moby, Faith No More, Gossip, Warren G, Faithless, Salt ’n’ Pepa und Mylo bezüglich Remix-Anfragen aufgesucht. Seit 2003 veröffentlicht er auf dem Plattenlabel King Kong Records, auf dem auch 2010 sein erstes Artist Album „In My Blood“ 2010 erschien.

## Musikstil
Sein Musikstil bewegt sich zwischen Nudisco, House, Deep House, Techno und Breakbeat. In seinen DJ-Sets werden jedoch auch minimalistische Stilrichtungen eingeschlagen.

## Diskografie
Alben:
- 4 Da Loverz, Underwater Records, 2005.
- Classic Editions Remix Album, Underwater Records, 2009.
- In My Blood, King Kong Records, 2010.
- Invisible, Bunny Tiger, 2018.

Singles & EPs:
- Sharam - Let´s Go, Amtrax, 1995.
- Sharam - Kiss My Ass, Amtrax, 1995.
- Sharam - Keep On Moving, Amtrax, 1995.
- 16C+ - 16C+ - Low Spirit
- Three´N One, Reflect, Fire Recordings, 1996.
- Shandrew - I Want You, Alphabet City, 1996
- 16C+ - Guarantee, Low Sense, 1996
- 16C+ - Under 4 Ever, 1996
- Shandrew - Just a Little Bit, 1996
- Sharam - Preacher, Amtrax
- 16C+ - Big Time/Fruit Punch, Low Sense
- Three`N One, Sin City, Fire Recordings, 1997.
- Three´N One, Soul Freak, Fire Recordings, 1997.
- Sharam - Anytime Is Party Time, Low Spirit Recordings, 1998.
- RMB And Sharam* - Shadows, Low Spirit Recordings, 1998.
- Let's Get It On, Low Spirit Recordings, Amtrax, 1999.
- Sharam Jey & Nick K.* - Don't Lie, Hooj Choons, 2000.
- Sharam Jey Presents Mirage (18) - Everybody Dance!, King Kong Records, 2001.
- Sharam Jey & Nick K.* - Deeper / Shaka, Airtight, 2001.
- Sharam Jey Pres. Mirage (18) - You Know, King Kong Records, Urban, 2002.
- Sharam Jey Presents Punisher, The (2) - Straight Up!, King Kong Records, 2002.
- Play It Loud / Take Control, Airtight, 2002.
- Sharam Jey Presents James Douglas - Out Of Your Mind - Edition 2, Milk & Sugar Recordings, 2002.
- Sharam Jey & Nick K.* - Don't Lie... Again, Hooj Choons, 2002.
- Sharam Jey Presents Punisher, The (2) - Straight Up!, Wea, 2002.
- Rox City / Put Ya..., Underwater Records, 2003.
- 4 Da Loverz, King Kong Records, 2003.
- First Time / Up Rock, King Kong Records, 2003.
- Sharam Jey presents James Douglas - Careless Whisper, Casa Rosso Recordings, 2003.
- Shake Your..., Underwater Records, 2003.
- Last Dance / The King, King Kong Records, 2003.
- Feel Nobody / Slave (Dub), Underwater Records, 2004.
- Mr. Right / Elektrik U, King Kong Records, 2004.
- Sharam Jey & Ben Delay - Close To Your Heart, King Kong Records, 2004.
- Sharam Jey & Nick K.* - Shaka, King Kong Records, 2005.
- Sharam Jey vs Gap Band* - Oops Up Side Your Head, Not On Label (The Gap Band), 2005.
- Push Your Body, Underwater Records, 2005.
- Sharam Jey Pres. Magnificent, The (3) - Get Your Car!, 541, 2005.
- King Kong Sessions Vol. 1, King Kong Records, 2005.
- Sharam Jey & LouLou Players - Back2Quick / Let’s Dance, King Kong Records, 2006.
- When The Dogs Bite, King Kong Records, 2006.
- Sharam Jey & Loulou Players - Monday Morning / Boarding School, King Kong Records, 2006.
- Message To Love - The Remixes, King Kong Records, 2007.
- Classic Editions Vol. 3 - Shake Your - The 2008 Remixes, King Kong Records, 2008.
- Classic Editions Vol. 1 - Roxcity - The Remixes, King Kong Records, 2008.
- Classic Editions Vol. 2 - Don't Lie - The 2008 Remixes, King Kong Records, 2008.
- Sharam Jey & LouLou Players ft. Sam Obernik - Again & Again, King Kong Records, 2009.
- Sharam Jey & LouLou Players Ft. Princess Superstar - Monday Morning, King Kong Records, 2009.
- Sharam Jey Ft. Cornelia - Army Of Men - King Kong Records, 2010.
- Sharam Jey Ft. Andreas Hogby - Heart Of Stone - King Kong Records, 2011.
- Sharam Jey Ft. Tommie Sunshine - The Things - King Kong Records, 2011.
- Sharam Jey Ft. Nik Valentino* - In My Blood, King Kong Records, 2011.
- Sharam Jey Ft. Katrina Noorbergen - Living Like I´m Dying - King Kong Records, 2011.
- Sharam Jey & Deadbots - Obey - King Kong Records, 2012.
- Sharam Jey Vs Torpedo - Waiting for the fall, King Kong Records, 2012.
- Sharam Jey - Money Right - Bunny Tiger, 2013
- Sharam Jey  - Love Hurts - Bunny Tiger, 2013
- Sharam Jey & Tapesh - Over Me - Bunny Tiger, 2013
- Sharam Jey & Tapesh - Head Up - Bunny Tiger, 2013
- Sharam Jey - Here I Come - Bunny Tiger, 2013
- Sharam Jey - Ain´t Nuthin - Bunny Tiger, 2013
- Sharam Jey & Kolombo - Talking 2 U - Bunny Tiger, 2013
- Sharam Jey & Phonique -  Special - Bunny Tiger, 2013
- Sharam Jey - Like Nobody Does - OFF, 2013
- Sharam Jey - Feeling High - Bunny Tiger, 2013
- Sharam Jey - Crap Rappers - Bunny Tiger, 2013
- Sharam Jey & Tapesh - Just Need SomeTime - Bunny Tiger, 2013
- Sharam Jey & Kolombo - Like The Way - Bunny Tiger, 2013
- Sharam Jey & Loulou Players - Hum Hum - Bunny Tiger, 2013
- Sharam Jey & Teenage Mutants - In Your Arms| - Bunny Tiger, 2013
- Sharam Jey & Night Talk - So Down| - Bunny Tiger, 2013
- Sharam Jey - Who´s  Right - Bunny Tiger, 2013
- Sharam Jey & Night Talk - The Future - Suara, 2013
- Sharam Jey & Kolombo - Big Deal - Bunny Tiger, 2013
- Sharam Jey & Kolombo - Friday Night - Bunny Tiger, 2013
- Sharam Jey - The Time - Bunny Tiger, 2013

DJ-Mixe:
- DJ Collection #1 - Sharam In The Mix, Alphabet Media, 1997.
- In The Mix Vol. 1, Quadrophon, 2001.
- Sharam Jey vs. Chrissi D! - Battle Of The DJs, Silly Spider Music, 2003.
- Darren Emerson & Sharam Jey - Underwater Episode 4, Underwater Records, 2005.
- Sharam Jey & Ben Morris - Kink Vol II, Ministry Of Sound (Australia), 2006.
- Chus & Ceballos / Sharam Jey - Afterdark Volume Two, Stealth Records (UK), 2006.
- Sharam Jey & Loulou Players - 5 Years Of: King Kong Records, King Kong Records, 2007.
- Raveline Mix Sessions 007, Not On Label (Raveline.de), 2009.
- Bunny Tiger Selection Vol1 Mixed by Sharam Jey, 2013
- Bunny Tiger Selection Vol2 Mixed by Sharam Jey, 2013
- Bunny Tiger Selection Vol3 Mixed by Sharam Jey, 2014
- Bunny Tiger Selection Vol4 Mixed by Sharam Jey, 2014
- Bunny Tiger Selection Vol5 Mixed by Sharam Jey, 2015
- Bunny Tiger Selection Vol6 Mixed by Sharam Jey, 2015